# Camerún en la Copa Mundial de Fútbol de 2022
La selección de Camerún fue uno de los treinta y dos equipos participantes en la Copa Mundial de Fútbol de 2022, torneo que se llevó a cabo del 20 de noviembre al 18 de diciembre en Catar.
Fue la octava participación de Camerún, formó parte del Grupo G, junto a Brasil, Suiza y Serbia.

## Clasificación
La selección de Camerún inició su camino al mundial desde la segunda ronda de la clasificación africana. Debido a la pandemia de covid-19 en 2020 no se disputó ningún partido, se reanudó en septiembre de 2021 con los seis encuentros correspondientes a la segunda fase.

### Tabla de posiciones

#### Segunda ronda
| Selección       | Pts. | PJ | PG | PE | PP | GF | GC | Dif |
| --------------- | ---- | -- | -- | -- | -- | -- | -- | --- |
| Camerún         | 15   | 6  | 5  | 0  | 1  | 12 | 3  | 9   |
| Costa de Marfil | 13   | 6  | 4  | 1  | 1  | 10 | 3  | 7   |
| Mozambique      | 4    | 6  | 1  | 1  | 4  | 2  | 8  | –6  |
| Malaui          | 3    | 6  | 1  | 0  | 5  | 2  | 12 | –10 |

|  | Clasificado a la tercera ronda. |

### Partidos
| Fecha                   | Lugar         | Jornada                 | Local           | Resultado      | Visitante       |
| ----------------------- | ------------- | ----------------------- | --------------- | -------------- | --------------- |
| 3 de septiembre de 2021 | Yaundé        | Segunda ronda - Fecha 1 | Camerún         | 2:0 (2:0)      | Malaui          |
| 6 de septiembre de 2021 | Abiyán        | Segunda ronda - Fecha 2 | Costa de Marfil | 2:1 (2:0)      | Camerún         |
| 8 de octubre de 2021    | Duala         | Segunda ronda - Fecha 3 | Camerún         | 3:1 (1:0)      | Mozambique      |
| 11 de octubre de 2021   | Tánger        | Segunda ronda - Fecha 4 | Mozambique      | 0:1 (0:0)      | Camerún         |
| 13 de noviembre de 2021 | Johannesburgo | Segunda ronda - Fecha 5 | Malaui          | 0:4 (0:2)      | Camerún         |
| 16 de noviembre de 2021 | Duala         | Segunda ronda - Fecha 6 | Camerún         | 1:0 (1:0)      | Costa de Marfil |
| 25 de marzo de 2022     | Duala         | Tercera ronda - Ida     | Camerún         | 0:1 (0:1)      | Argelia         |
| 29 de marzo de 2022     | Blida         | Tercera ronda - Vuelta  | Argelia         | 1:2 (0:1, 0:1) | Camerún         |

## Preparación

### Amistosos previos
| 23 de septiembre de 2022 | Camerún | 0:2 (0:1) | Uzbekistán                 | Estadio de Goyang, Goyang |                          |
| 15:00 (UTC+9)            |         | Reporte   | - Erkinov 24' - Urunov 76' | Árbitro(s): Kim Woo-sung  | Árbitro(s): Kim Woo-sung |

| 27 de septiembre de 2022 | Corea del Sur     | 1:0 (1:0) | Camerún | Estadio Mundialista, Seúl |                       |
| 20:00 (UTC+9)            | Son Heung-min 35' | Reporte   |         | Árbitro(s): Alex King     | Árbitro(s): Alex King |

| 9 de noviembre de 2022 | Camerún   | 1:1 (0:0) | Jamaica      | Estadio Ahmadou Ahidjo, Yaundé                                        |                                                                       |
| 18:00 (UTC+1)          | Kaiba 74' | Reporte   | Mcmaster 60' | Asistencia: 32 000 espectadores Árbitro(s): Jean Jacques Ndala Ngambo | Asistencia: 32 000 espectadores Árbitro(s): Jean Jacques Ndala Ngambo |

| 18 de noviembre de 2022 | Camerún           | 1:1 (0:0) | Panamá      | Estadio Mohammed bin Zayed, Abu Dabi                           |                                                                |
| 14:00 (UTC+4)           | Choupo-Moting 48' | Reporte   | Murillo 55' | Asistencia: 1500 espectadores Árbitro(s): Sultán Mohamed Saleh | Asistencia: 1500 espectadores Árbitro(s): Sultán Mohamed Saleh |

### Partidos oficiales
| 4 de junio de 2022 | Camerún | Cancelado | Kenia | Estadio Olembé, Yaundé |  |
| 17:00 (UTC+1)      |         | Reporte   |       |                        |  |

| 9 de junio de 2022 | Burundi | 0:1 (0:1) | Camerún         | Estadio Nacional, Dar es-Salam, Tanzania |                                   |
| 16:00 (UTC+3)      |         | Reporte   | Toko Ekambi 30' | Árbitro(s): Souleiman Ahmed Djama        | Árbitro(s): Souleiman Ahmed Djama |

| 28 de agosto de 2022 | Guinea Ecuatorial | 1:0 (1:0) | Camerún | Nuevo Estadio de Malabo, Malabo |  |
|                      | Pedro Oba 23'     | Reporte   |         |                                 |  |

| 4 de septiembre de 2022 | Camerún                 | 2:0 (2:0) | Guinea Ecuatorial | Estadio Roumdé Adjia, Garua |  |
|                         | - Kaiba 42' - Marou 44' | Reporte   |                   |                             |  |

## Plantel

### Lista de convocados
Entrenador:  Rigobert Song
La lista final fue anunciada el 9 de noviembre de 2022.
| No. | Pos. | Jugador                  | Fecha de nacimiento (edad)         | Apa. | Goles | Club                   |
| --- | ---- | ------------------------ | ---------------------------------- | ---- | ----- | ---------------------- |
| 1   | POR  | Simon Ngapandouetnbu     | 12 de abril de 2003 (19 años)      | 0    | 0     | Olympique de Marsella  |
| 2   | DEF  | Jerome Ngom Mbekeli      | 30 de septiembre de 1998 (24 años) | 0    | 0     | APEJES Academy         |
| 3   | DEF  | Nicolas N'Koulou         | 27 de marzo de 1990 (32 años)      | 77   | 2     | Aris Salónica F. C.    |
| 4   | DEF  | Christopher Wooh         | 18 de septiembre de 2001 (21 años) | 2    | 0     | Stade Rennes F. C.     |
| 5   | MED  | Gaël Ondoua              | 4 de noviembre de 1995 (27 años)   | 3    | 0     | Hannover 96            |
| 6   | DEL  | Moumi Ngamaleu           | 9 de julio de 1994 (28 años)       | 41   | 4     | F. C. Dinamo Moscú     |
| 7   | MED  | Georges-Kévin Nkoudou    | 13 de febrero de 1995 (27 años)    | 2    | 0     | Beşiktaş J. K.         |
| 8   | MED  | André Zambo Anguissa     | 16 de noviembre de 1995 (27 años)  | 43   | 5     | S. S. C. Napoli        |
| 9   | DEL  | Jean-Pierre Nsame        | 1 de mayo de 1993 (29 años)        | 3    | 0     | B. S. C. Young Boys    |
| 10  | DEL  | Vincent Aboubakar        | 22 de enero de 1992 (30 años)      | 89   | 33    | Al-Nassr F. C.         |
| 11  | DEL  | Christian Bassogog       | 18 de octubre de 1995 (27 años)    | 43   | 7     | Shanghái Shenhua       |
| 12  | DEL  | Karl Toko Ekambi         | 14 de septiembre de 1992 (30 años) | 51   | 12    | Olympique de Lyon      |
| 13  | DEL  | Eric Maxim Choupo-Moting | 30 de septiembre de 1998 (24 años) | 69   | 19    | F. C. Bayern Múnich    |
| 14  | MED  | Samuel Gouet             | 14 de diciembre de 1997 (24 años)  | 21   | 0     | K. V. Malinas          |
| 15  | MED  | Pierre Kunde             | 26 de julio de 1995 (27 años)      | 31   | 1     | Olympiakos F. C.       |
| 16  | POR  | Devis Epassy             | 2 de febrero de 1993 (29 años)     | 5    | 0     | Abha Club              |
| 17  | DEF  | Olivier Mbaizo           | 15 de agosto de 1997 (25 años)     | 11   | 0     | Philadelphia Union     |
| 18  | MED  | Martin Hongla            | 16 de marzo de 1998 (24 años)      | 18   | 0     | Hellas Verona F. C.    |
| 19  | DEF  | Collins Fai              | 13 de agosto de 1992 (30 años)     | 51   | 0     | Al-Tai Saudí           |
| 20  | DEL  | Bryan Mbeumo             | 7 de agosto de 1999 (23 años)      | 2    | 0     | Brentford F. C.        |
| 21  | DEF  | Jean-Charles Castelletto | 26 de enero de 1995 (27 años)      | 13   | 0     | F. C. Nantes           |
| 22  | MED  | Olivier Ntcham           | 9 de febrero de 1996 (26 años)     | 3    | 0     | Swansea City A. F. C.  |
| 23  | POR  | André Onana              | 2 de abril de 1996 (26 años)       | 32   | 0     | Inter de Milán         |
| 24  | DEF  | Enzo Ebosse              | 11 de marzo de 1999 (23 años)      | 2    | 0     | Udinese Calcio         |
| 25  | DEF  | Nouhou Tolo              | 23 de junio de 1997 (25 años)      | 17   | 0     | Seattle Sounders F. C. |
| 26  | MED  | Souaibou Marou           | 3 de diciembre de 2000 (21 años)   | 0    | 0     | Coton Sport de Garoua  |

## Participación
- Los horarios son correspondientes a la hora local de Catar (UTC+3).

### Partidos
| Fecha           | Lugar     | Instancia      | Local   |                    | Resultado |                    | Visitante |
| --------------- | --------- | -------------- | ------- | ------------------ | --------- | ------------------ | --------- |
| 24 de noviembre | Al Wakrah | Fase de grupos | Suiza   | Bandera de Suiza   | 1:0 (0:0) | Bandera de Camerún | Camerún   |
| 28 de noviembre | Al Wakrah | Fase de grupos | Camerún | Bandera de Camerún | 3:3 (1:2) | Bandera de Serbia  | Serbia    |
| 2 de diciembre  | Lusail    | Fase de grupos | Camerún | Bandera de Camerún | 1:0 (0:0) | Bandera de Brasil  | Brasil    |

### Fase de grupos - Grupo G
| Selección | Pts | PJ | PG | PE | PP | GF | GC | Dif |
| --------- | --- | -- | -- | -- | -- | -- | -- | --- |
| Brasil    | 6   | 3  | 2  | 0  | 1  | 3  | 1  | +2  |
| Suiza     | 6   | 3  | 2  | 0  | 1  | 4  | 3  | +1  |
| Camerún   | 4   | 3  | 1  | 1  | 1  | 4  | 4  | 0   |
| Serbia    | 1   | 3  | 0  | 1  | 2  | 5  | 8  | –3  |

|  | Clasificados a los octavos de final. |

#### Suiza vs. Camerún
| 24 de noviembre | Suiza      | 1:0 (0:0) | Camerún | Estadio Al Janoub, Al Wakrah                                                  |                                                                               |
| 13:00           | Embolo 48' | Reporte   |         | Asistencia: 39 089 espectadores Árbitro(s): Facundo Tello VAR: Mauro Vigliano | Asistencia: 39 089 espectadores Árbitro(s): Facundo Tello VAR: Mauro Vigliano |

| 1          | Guardameta     | Yann Sommer       |     |
| 3          | Defensa        | Silvan Widmer     |     |
| 4          | Defensa        | Nico Elvedi       |     |
| 5          | Defensa        | Manuel Akanji     |     |
| 13         | Defensa        | Ricardo Rodríguez | 90' |
| 10         | Centrocampista | Granit Xhaka      |     |
| 8          | Centrocampista | Remo Freuler      |     |
| 15         | Centrocampista | Djibril Sow       | 71' |
| 7          | Delantero      | Breel Embolo      | 72' |
| 23         | Delantero      | Xherdan Shaqiri   | 72' |
| 17         | Delantero      | Ruben Vargas      | 81' |
| Entrenador | Entrenador     | Murat Yakin       |     |

| 23         | Guardameta     | André Onana              |     |
| 25         | Defensa        | Nouhou Tolo              |     |
| 3          | Defensa        | Nicolas N'Koulou         |     |
| 21         | Defensa        | Jean-Charles Castelletto |     |
| 19         | Defensa        | Collins Fai              |     |
| 14         | Centrocampista | Samuel Gouet             |     |
| 18         | Centrocampista | Martin Hongla            | 68' |
| 8          | Centrocampista | André Zambo Anguissa     |     |
| 20         | Delantero      | Bryan Mbeumo             | 81' |
| 13         | Delantero      | Eric Maxim Choupo-Moting | 74' |
| 12         | Delantero      | Karl Toko Ekambi         | 74' |
| Entrenador | Entrenador     | Rigobert Song            |     |

| 20 | Centrocampista | Fabian Frei     | 71' |
| 19 | Delantero      | Noah Okafor     | 72' |
| 9  | Delantero      | Haris Seferović | 72' |
| 25 | Centrocampista | Fabian Rieder   | 81' |
| 18 | Defensa        | Eray Cömert     | 90' |

| 5  | Centrocampista | Gaël Ondoua           | 68' |
| 10 | Delantero      | Vincent Aboubakar     | 74' |
| 7  | Centrocampista | Georges-Kévin Nkoudou | 74' |
| 6  | Delantero      | Moumi Ngamaleu        | 81' |

| Anotado | 48' | Breel Embolo | 1–0 |

| Amonestado | 64' | Nico Elvedi   |
| Amonestado | 83' | Manuel Akanji |

| Amonestado | 36' | Collins Fai |

| Árbitro             | Facundo Tello                |
| Árbitros asistentes | Ezequiel Brailovsky          |
| Árbitros asistentes | Gabriel Chade                |
| Cuarto árbitro      | Said Martínez                |
| Quinto árbitro      | Walter López                 |
| VAR                 | Mauro Vigliano               |
| Adicionales VAR     | Fernando Guerrero            |
| Adicionales VAR     | Pau Cebrián Devís            |
| Adicionales VAR     | Ricardo de Burgos Bengoetxea |
| Adicionales VAR     | Nicolás Tarán                |

| 1          | Guardameta     | Yann Sommer       |     |
| 3          | Defensa        | Silvan Widmer     |     |
| 4          | Defensa        | Nico Elvedi       |     |
| 5          | Defensa        | Manuel Akanji     |     |
| 13         | Defensa        | Ricardo Rodríguez | 90' |
| 10         | Centrocampista | Granit Xhaka      |     |
| 8          | Centrocampista | Remo Freuler      |     |
| 15         | Centrocampista | Djibril Sow       | 71' |
| 7          | Delantero      | Breel Embolo      | 72' |
| 23         | Delantero      | Xherdan Shaqiri   | 72' |
| 17         | Delantero      | Ruben Vargas      | 81' |
| Entrenador | Entrenador     | Murat Yakin       |     |

| 23         | Guardameta     | André Onana              |     |
| 25         | Defensa        | Nouhou Tolo              |     |
| 3          | Defensa        | Nicolas N'Koulou         |     |
| 21         | Defensa        | Jean-Charles Castelletto |     |
| 19         | Defensa        | Collins Fai              |     |
| 14         | Centrocampista | Samuel Gouet             |     |
| 18         | Centrocampista | Martin Hongla            | 68' |
| 8          | Centrocampista | André Zambo Anguissa     |     |
| 20         | Delantero      | Bryan Mbeumo             | 81' |
| 13         | Delantero      | Eric Maxim Choupo-Moting | 74' |
| 12         | Delantero      | Karl Toko Ekambi         | 74' |
| Entrenador | Entrenador     | Rigobert Song            |     |

| 20 | Centrocampista | Fabian Frei     | 71' |
| 19 | Delantero      | Noah Okafor     | 72' |
| 9  | Delantero      | Haris Seferović | 72' |
| 25 | Centrocampista | Fabian Rieder   | 81' |
| 18 | Defensa        | Eray Cömert     | 90' |

| 5  | Centrocampista | Gaël Ondoua           | 68' |
| 10 | Delantero      | Vincent Aboubakar     | 74' |
| 7  | Centrocampista | Georges-Kévin Nkoudou | 74' |
| 6  | Delantero      | Moumi Ngamaleu        | 81' |

| Anotado | 48' | Breel Embolo | 1–0 |

| Amonestado | 64' | Nico Elvedi   |
| Amonestado | 83' | Manuel Akanji |

| Amonestado | 36' | Collins Fai |

| Árbitro             | Facundo Tello                |
| Árbitros asistentes | Ezequiel Brailovsky          |
| Árbitros asistentes | Gabriel Chade                |
| Cuarto árbitro      | Said Martínez                |
| Quinto árbitro      | Walter López                 |
| VAR                 | Mauro Vigliano               |
| Adicionales VAR     | Fernando Guerrero            |
| Adicionales VAR     | Pau Cebrián Devís            |
| Adicionales VAR     | Ricardo de Burgos Bengoetxea |
| Adicionales VAR     | Nicolás Tarán                |

| \| Estadísticas \| \| \| \| Tiros \| 7 \| 8 \| \| Tiros a puerta \| 3 \| 5 \| \| Faltas \| 12 \| 10 \| \| Saques de esquina \| 11 \| 5 \| \| Penaltis \| 0 \| 0 \| \| Fueras de juego \| 2 \| 2 \| \| Posesión de balón \| 51% \| 49% \| | Alineación inicial |                    |
| Estadísticas | Bandera de Suiza   | Bandera de Camerún |
| Tiros | 7                  | 8                  |
| Tiros a puerta | 3                  | 5                  |
| Faltas | 12                 | 10                 |
| Saques de esquina | 11                 | 5                  |
| Penaltis | 0                  | 0                  |
| Fueras de juego | 2                  | 2                  |
| Posesión de balón | 51%                | 49%                |

#### Camerún vs. Serbia
| 28 de noviembre | Camerún                                               | 3:3 (1:2) | Serbia                                                         | Estadio Al Janoub, Al Wakrah                                                    |                                                                                 |
| 13:00           | - Castelletto 24' - Aboubakar 63' - Choupo-Moting 66' | Reporte   | - Pavlović 45+1' - S. Milinković-Savić 45+3' - A. Mitrović 53' | Asistencia: 39 789 espectadores Árbitro(s): Mohammed Abdulla VAR: Nicolás Gallo | Asistencia: 39 789 espectadores Árbitro(s): Mohammed Abdulla VAR: Nicolás Gallo |

| 16         | Guardameta     | Devis Epassy             |     |
| 19         | Defensa        | Collins Fai              |     |
| 21         | Defensa        | Jean-Charles Castelletto |     |
| 3          | Defensa        | Nicolas N'Koulou         |     |
| 25         | Defensa        | Nouhou Tolo              |     |
| 8          | Centrocampista | André Zambo Anguissa     | 81' |
| 15         | Centrocampista | Pierre Kunde             | 67' |
| 18         | Centrocampista | Martin Hongla            | 55' |
| 20         | Delantero      | Bryan Mbeumo             | 81' |
| 13         | Delantero      | Eric Maxim Choupo-Moting |     |
| 12         | Delantero      | Karl Toko Ekambi         | 67' |
| Entrenador | Entrenador     | Rigobert Song            |     |

| 23         | Guardameta     | Vanja Milinković-Savić  |       |
| 4          | Defensa        | Nikola Milenković       |       |
| 5          | Defensa        | Miloš Veljković         | 78'   |
| 2          | Defensa        | Strahinja Pavlović      | 56'   |
| 14         | Centrocampista | Andrija Živković        | 78'   |
| 16         | Centrocampista | Saša Lukić              |       |
| 6          | Centrocampista | Nemanja Maksimović      |       |
| 17         | Centrocampista | Filip Kostić            | 90+1' |
| 10         | Delantero      | Dušan Tadić             |       |
| 9          | Delantero      | Aleksandar Mitrović     |       |
| 20         | Delantero      | Sergej Milinković-Savić | 79'   |
| Entrenador | Entrenador     | Dragan Stojković        |       |

| 10 | Delantero      | Vincent Aboubakar     | 55' |
| 5  | Centrocampista | Gaël Ondoua           | 67' |
| 11 | Delantero      | Christian Bassogog    | 67' |
| 14 | Delantero      | Samuel Gouet          | 81' |
| 7  | Centrocampista | Georges-Kévin Nkoudou | 81' |

| 13 | Defensa        | Stefan Mitrović  | 56'   |
| 15 | Defensa        | Srđan Babić      | 78'   |
| 7  | Delantero      | Nemanja Radonjić | 78'   |
| 26 | Centrocampista | Marko Grujić     | 79'   |
| 21 | Delantero      | Filip Đuričić    | 90+1' |

| Anotado | 29' | Jean-Charles Castelletto | 1–0 |
| Anotado | 63' | Vincent Aboubakar        | 2–3 |
| Anotado | 66' | Eric Maxim Choupo-Moting | 3–3 |

| Anotado | 45+1' | Strahinja Pavlović      | 1–1 |
| Anotado | 45+3' | Sergej Milinković-Savić | 1–2 |
| Anotado | 53'   | Aleksandar Mitrović     | 1–3 |

| Amonestado | 24' | Nicolas N'Koulou   |
| Amonestado | 30' | Christian Bassogog |

| Amonestado | 45+4' | Luka Jović        |
| Amonestado | 90+3' | Nikola Milenković |

| Árbitro             | Mohammed Abdulla Hassan Mohamed |
| Árbitros asistentes | Mohamed Al-Hammadi              |
| Árbitros asistentes | Hasan Al-Mahri                  |
| Cuarto árbitro      | Ma Ning                         |
| Quinto árbitro      | Shi Xiang                       |
| VAR                 | Nicolás Gallo                   |
| Adicionales VAR     | Juan Soto                       |
| Adicionales VAR     | Ezequiel Brailovsky             |
| Adicionales VAR     | Leodán González                 |
| Adicionales VAR     | Gabriel Chade                   |

| 16         | Guardameta     | Devis Epassy             |     |
| 19         | Defensa        | Collins Fai              |     |
| 21         | Defensa        | Jean-Charles Castelletto |     |
| 3          | Defensa        | Nicolas N'Koulou         |     |
| 25         | Defensa        | Nouhou Tolo              |     |
| 8          | Centrocampista | André Zambo Anguissa     | 81' |
| 15         | Centrocampista | Pierre Kunde             | 67' |
| 18         | Centrocampista | Martin Hongla            | 55' |
| 20         | Delantero      | Bryan Mbeumo             | 81' |
| 13         | Delantero      | Eric Maxim Choupo-Moting |     |
| 12         | Delantero      | Karl Toko Ekambi         | 67' |
| Entrenador | Entrenador     | Rigobert Song            |     |

| 23         | Guardameta     | Vanja Milinković-Savić  |       |
| 4          | Defensa        | Nikola Milenković       |       |
| 5          | Defensa        | Miloš Veljković         | 78'   |
| 2          | Defensa        | Strahinja Pavlović      | 56'   |
| 14         | Centrocampista | Andrija Živković        | 78'   |
| 16         | Centrocampista | Saša Lukić              |       |
| 6          | Centrocampista | Nemanja Maksimović      |       |
| 17         | Centrocampista | Filip Kostić            | 90+1' |
| 10         | Delantero      | Dušan Tadić             |       |
| 9          | Delantero      | Aleksandar Mitrović     |       |
| 20         | Delantero      | Sergej Milinković-Savić | 79'   |
| Entrenador | Entrenador     | Dragan Stojković        |       |

| 10 | Delantero      | Vincent Aboubakar     | 55' |
| 5  | Centrocampista | Gaël Ondoua           | 67' |
| 11 | Delantero      | Christian Bassogog    | 67' |
| 14 | Delantero      | Samuel Gouet          | 81' |
| 7  | Centrocampista | Georges-Kévin Nkoudou | 81' |

| 13 | Defensa        | Stefan Mitrović  | 56'   |
| 15 | Defensa        | Srđan Babić      | 78'   |
| 7  | Delantero      | Nemanja Radonjić | 78'   |
| 26 | Centrocampista | Marko Grujić     | 79'   |
| 21 | Delantero      | Filip Đuričić    | 90+1' |

| Anotado | 29' | Jean-Charles Castelletto | 1–0 |
| Anotado | 63' | Vincent Aboubakar        | 2–3 |
| Anotado | 66' | Eric Maxim Choupo-Moting | 3–3 |

| Anotado | 45+1' | Strahinja Pavlović      | 1–1 |
| Anotado | 45+3' | Sergej Milinković-Savić | 1–2 |
| Anotado | 53'   | Aleksandar Mitrović     | 1–3 |

| Amonestado | 24' | Nicolas N'Koulou   |
| Amonestado | 30' | Christian Bassogog |

| Amonestado | 45+4' | Luka Jović        |
| Amonestado | 90+3' | Nikola Milenković |

| Árbitro             | Mohammed Abdulla Hassan Mohamed |
| Árbitros asistentes | Mohamed Al-Hammadi              |
| Árbitros asistentes | Hasan Al-Mahri                  |
| Cuarto árbitro      | Ma Ning                         |
| Quinto árbitro      | Shi Xiang                       |
| VAR                 | Nicolás Gallo                   |
| Adicionales VAR     | Juan Soto                       |
| Adicionales VAR     | Ezequiel Brailovsky             |
| Adicionales VAR     | Leodán González                 |
| Adicionales VAR     | Gabriel Chade                   |

| \| Estadísticas \| \| \| \| Tiros \| 13 \| 15 \| \| Tiros a puerta \| 8 \| 5 \| \| Faltas \| 8 \| 13 \| \| Saques de esquina \| 4 \| 3 \| \| Penaltis \| 0 \| 0 \| \| Fueras de juego \| 0 \| 4 \| \| Posesión de balón \| 40% \| 60% \| | Alineación inicial |                   |
| Estadísticas | Bandera de Camerún | Bandera de Serbia |
| Tiros | 13                 | 15                |
| Tiros a puerta | 8                  | 5                 |
| Faltas | 8                  | 13                |
| Saques de esquina | 4                  | 3                 |
| Penaltis | 0                  | 0                 |
| Fueras de juego | 0                  | 4                 |
| Posesión de balón | 40%                | 60%               |

#### Camerún vs. Brasil
| 2 de diciembre | Camerún         | 1:0 (0:0) | Brasil | Estadio Icónico, Lusail                                                            |                                                                                    |
| 22:00          | Aboubakar 90+2' | Reporte   |        | Asistencia: 85 986 espectadores Árbitro(s): Ismail Elfath VAR: Hernández Hernández | Asistencia: 85 986 espectadores Árbitro(s): Ismail Elfath VAR: Hernández Hernández |

| 16         | Guardameta     | Devis Epassy             |     |
| 19         | Defensa        | Collins Fai              |     |
| 4          | Defensa        | Christopher Wooh         |     |
| 24         | Defensa        | Enzo Ebosse              |     |
| 25         | Defensa        | Nouhou Tolo              |     |
| 8          | Centrocampista | André Zambo Anguissa     |     |
| 15         | Centrocampista | Pierre Kunde             | 68' |
| 20         | Centrocampista | Bryan Mbeumo             | 64' |
| 13         | Centrocampista | Eric Maxim Choupo-Moting |     |
| 6          | Centrocampista | Moumi Ngamaleu           | 86' |
| 10         | Delantero      | Vincent Aboubakar        |     |
| Entrenador | Entrenador     | Rigobert Song            |     |

| 23         | Guardameta     | Ederson            |     |
| 13         | Defensa        | Dani Alves         |     |
| 14         | Defensa        | Éder Militão       |     |
| 24         | Defensa        | Bremer             |     |
| 16         | Defensa        | Alex Telles        | 54' |
| 15         | Centrocampista | Fabinho            |     |
| 8          | Centrocampista | Fred               | 55' |
| 19         | Centrocampista | Antony             | 79' |
| 21         | Centrocampista | Rodrygo            | 55' |
| 26         | Centrocampista | Gabriel Martinelli |     |
| 18         | Delantero      | Gabriel Jesus      | 64' |
| Entrenador | Entrenador     | Tite               |     |

| 12 | Delantero      | Karl Toko Ekambi    | 64' |
| 22 | Centrocampista | Olivier Ntcham      | 68' |
| 2  | Defensa        | Jerome Ngom Mbekeli | 86' |

| 4  | Defensa        | Marquinhos      | 54' |
| 22 | Centrocampista | Éverton Ribeiro | 55' |
| 17 | Centrocampista | Bruno Guimarães | 55' |
| 25 | Delantero      | Pedro           | 64' |
| 11 | Delantero      | Raphinha        | 79' |

| Anotado | 90+2' | Vincent Aboubakar | 1–0 |

| Amonestado | 6'  | Nouhou Tolo       |
| Amonestado | 28' | Pierre Kunde      |
| Amonestado | 32' | Collins Fai       |
| Amonestado | 81' | Vincent Aboubakar |

| Amonestado | 7'  | Éder Militão    |
| Amonestado | 85' | Bruno Guimarães |

| Otorgado · Expulsado | 90+3' | Vincent Aboubakar |

| Árbitro             | Ismail Elfath                      |
| Árbitros asistentes | Kyle Atkins                        |
| Árbitros asistentes | Corey Parker                       |
| Cuarto árbitro      | Ma Ning                            |
| Quinto árbitro      | Shi Xiang                          |
| VAR                 | Alejandro José Hernández Hernández |
| Adicionales VAR     | Juan Martínez Munuera              |
| Adicionales VAR     | Pau Cebrián Devís                  |
| Adicionales VAR     | Ricardo de Burgos Bengoetxea       |
| Adicionales VAR     | Roberto Díaz Pérez del Palomar     |

| 16         | Guardameta     | Devis Epassy             |     |
| 19         | Defensa        | Collins Fai              |     |
| 4          | Defensa        | Christopher Wooh         |     |
| 24         | Defensa        | Enzo Ebosse              |     |
| 25         | Defensa        | Nouhou Tolo              |     |
| 8          | Centrocampista | André Zambo Anguissa     |     |
| 15         | Centrocampista | Pierre Kunde             | 68' |
| 20         | Centrocampista | Bryan Mbeumo             | 64' |
| 13         | Centrocampista | Eric Maxim Choupo-Moting |     |
| 6          | Centrocampista | Moumi Ngamaleu           | 86' |
| 10         | Delantero      | Vincent Aboubakar        |     |
| Entrenador | Entrenador     | Rigobert Song            |     |

| 23         | Guardameta     | Ederson            |     |
| 13         | Defensa        | Dani Alves         |     |
| 14         | Defensa        | Éder Militão       |     |
| 24         | Defensa        | Bremer             |     |
| 16         | Defensa        | Alex Telles        | 54' |
| 15         | Centrocampista | Fabinho            |     |
| 8          | Centrocampista | Fred               | 55' |
| 19         | Centrocampista | Antony             | 79' |
| 21         | Centrocampista | Rodrygo            | 55' |
| 26         | Centrocampista | Gabriel Martinelli |     |
| 18         | Delantero      | Gabriel Jesus      | 64' |
| Entrenador | Entrenador     | Tite               |     |

| 12 | Delantero      | Karl Toko Ekambi    | 64' |
| 22 | Centrocampista | Olivier Ntcham      | 68' |
| 2  | Defensa        | Jerome Ngom Mbekeli | 86' |

| 4  | Defensa        | Marquinhos      | 54' |
| 22 | Centrocampista | Éverton Ribeiro | 55' |
| 17 | Centrocampista | Bruno Guimarães | 55' |
| 25 | Delantero      | Pedro           | 64' |
| 11 | Delantero      | Raphinha        | 79' |

| Anotado | 90+2' | Vincent Aboubakar | 1–0 |

| Amonestado | 6'  | Nouhou Tolo       |
| Amonestado | 28' | Pierre Kunde      |
| Amonestado | 32' | Collins Fai       |
| Amonestado | 81' | Vincent Aboubakar |

| Amonestado | 7'  | Éder Militão    |
| Amonestado | 85' | Bruno Guimarães |

| Otorgado · Expulsado | 90+3' | Vincent Aboubakar |

| Árbitro             | Ismail Elfath                      |
| Árbitros asistentes | Kyle Atkins                        |
| Árbitros asistentes | Corey Parker                       |
| Cuarto árbitro      | Ma Ning                            |
| Quinto árbitro      | Shi Xiang                          |
| VAR                 | Alejandro José Hernández Hernández |
| Adicionales VAR     | Juan Martínez Munuera              |
| Adicionales VAR     | Pau Cebrián Devís                  |
| Adicionales VAR     | Ricardo de Burgos Bengoetxea       |
| Adicionales VAR     | Roberto Díaz Pérez del Palomar     |

| \| Estadísticas \| \| \| \| Tiros \| 7 \| 21 \| \| Tiros a puerta \| 3 \| 7 \| \| Faltas \| 14 \| 14 \| \| Saques de esquina \| 3 \| 11 \| \| Penaltis \| 0 \| 0 \| \| Fueras de juego \| 0 \| 1 \| \| Posesión de balón \| 35% \| 65% \| | Alineación inicial |                   |
| Estadísticas | Bandera de Camerún | Bandera de Brasil |
| Tiros | 7                  | 21                |
| Tiros a puerta | 3                  | 7                 |
| Faltas | 14                 | 14                |
| Saques de esquina | 3                  | 11                |
| Penaltis | 0                  | 0                 |
| Fueras de juego | 0                  | 1                 |
| Posesión de balón | 35%                | 65%               |

## Estadísticas

### Participación de jugadores
| N.° | Pos        | Jugador              | PJ | Minutos jugados | Goles recibidos | Atajos | Tarjetas amarillas | Doble tarjeta amarilla y roja | Tarjetas rojas |
| --- | ---------- | -------------------- | -- | --------------- | --------------- | ------ | ------------------ | ----------------------------- | -------------- |
| 1   | Guardameta | Simon Ngapandouetnbu | 0  | 0               | 0               | 0      | 0                  | 0                             | 0              |
| 16  | Guardameta | Devis Epassy         | 2  | 180             | 3               | 9      | 0                  | 0                             | 0              |
| 23  | Guardameta | André Onana          | 1  | 90              | 1               | 2      | 0                  | 0                             | 0              |

| N.° | Pos            | Jugador                  | PJ | Minutos jugados | Goles | Asistencias | Tarjetas Amarillas | Doble tarjeta amarilla y roja | Tarjetas rojas |
| --- | -------------- | ------------------------ | -- | --------------- | ----- | ----------- | ------------------ | ----------------------------- | -------------- |
| 2   | Defensa        | Jerome Ngom Mbekeli      | 1  | 4               | 0     | 1           | 0                  | 0                             | 0              |
| 3   | Defensa        | Nicolas N'Koulou         | 2  | 180             | 0     | 0           | 1                  | 0                             | 0              |
| 4   | Defensa        | Christopher Wooh         | 1  | 90              | 0     | 0           | 0                  | 0                             | 0              |
| 5   | Centrocampista | Gaël Ondoua              | 2  | 45              | 0     | 0           | 0                  | 0                             | 0              |
| 6   | Delantero      | Moumi Ngamaleu           | 2  | 99              | 0     | 0           | 0                  | 0                             | 0              |
| 7   | Centrocampista | Georges-Kévin Nkoudou    | 2  | 25              | 0     | 0           | 0                  | 0                             | 0              |
| 8   | Centrocampista | André Zambo Anguissa     | 3  | 261             | 0     | 0           | 0                  | 0                             | 0              |
| 9   | Delantero      | Jean-Pierre Nsame        | 0  | 0               | 0     | 0           | 0                  | 0                             | 0              |
| 10  | Delantero      | Vincent Aboubakar        | 3  | 141             | 2     | 1           | 1                  | 1                             | 0              |
| 11  | Delantero      | Christian Bassogog       | 1  | 23              | 0     | 0           | 1                  | 0                             | 0              |
| 12  | Delantero      | Karl Toko Ekambi         | 3  | 167             | 0     | 0           | 0                  | 0                             | 0              |
| 13  | Delantero      | Eric Maxim Choupo-Moting | 3  | 254             | 1     | 0           | 0                  | 0                             | 0              |
| 14  | Centrocampista | Samuel Gouet             | 2  | 99              | 0     | 0           | 0                  | 0                             | 0              |
| 15  | Centrocampista | Pierre Kunde             | 2  | 135             | 0     | 0           | 1                  | 0                             | 0              |
| 17  | Defensa        | Olivier Mbaizo           | 0  | 0               | 0     | 0           | 0                  | 0                             | 0              |
| 18  | Centrocampista | Martin Hongla            | 2  | 123             | 0     | 0           | 0                  | 0                             | 0              |
| 19  | Defensa        | Collins Fai              | 3  | 270             | 0     | 0           | 2                  | 0                             | 0              |
| 20  | Delantero      | Bryan Mbeumo             | 3  | 226             | 0     | 0           | 0                  | 0                             | 0              |
| 21  | Defensa        | Jean-Charles Castelletto | 2  | 180             | 1     | 1           | 0                  | 0                             | 0              |
| 22  | Centrocampista | Olivier Ntcham           | 1  | 22              | 0     | 0           | 0                  | 0                             | 0              |
| 24  | Defensa        | Enzo Ebosse              | 1  | 90              | 0     | 0           | 0                  | 0                             | 0              |
| 25  | Defensa        | Nouhou Tolo              | 3  | 270             | 0     | 0           | 1                  | 0                             | 0              |
| 26  | Centrocampista | Souaibou Marou           | 0  | 0               | 0     | 0           | 0                  | 0                             | 0              |

### Goleadores
| N.°   | Jugador                  | Anotado | PJ | Prom. | Jugada | Cabeza | TL | Penal |
| ----- | ------------------------ | ------- | -- | ----- | ------ | ------ | -- | ----- |
| 1     | Vincent Aboubakar        | 2       | 3  | 0.67  | 1      | 1      | 0  | 0     |
| 2     | Jean-Charles Castelletto | 1       | 2  | 0.5   | 1      | 0      | 0  | 0     |
| 3     | Eric Maxim Choupo-Moting | 1       | 3  | 0.5   | 1      | 0      | 0  | 0     |
| Total | Total                    | 4       | 3  | 1.33  | 3      | 1      | 0  | 0     |

### Asistencias
| N.°   | Jugador                  | Asistencia | Jugada | Cabeza | TL | SdE |
| ----- | ------------------------ | ---------- | ------ | ------ | -- | --- |
| 1     | Vincent Aboubakar        | 1          | 1      | 0      | 0  | 0   |
| 2     | Jean-Charles Castelletto | 1          | 1      | 0      | 0  | 0   |
| 3     | Jerome Ngom Mbekeli      | 1          | 1      | 0      | 0  | 0   |
| Total | Total                    | 3          | 3      | 0      | 0  | 0   |

### Tarjetas disciplinarias
| N.°   | Jugador            | Amonestado | Otorgado · Expulsado | Expulsado | Sanción |
| ----- | ------------------ | ---------- | -------------------- | --------- | ------- |
| 1     | Collins Fai        | 2          | 0                    | 0         |         |
| 2     | Vincent Aboubakar  | 1          | 1                    | 0         |         |
| 3     | Nicolas N'Koulou   | 1          | 0                    | 0         |         |
| 4     | Christian Bassogog | 1          | 0                    | 0         |         |
| 5     | Nouhou Tolo        | 1          | 0                    | 0         |         |
| 6     | Pierre Kunde       | 1          | 0                    | 0         |         |
| Total | Total              | 7          | 1                    | 0         |         |